# بن مک‌لاخلن
بن مک‌لاخلن (انگلیسی: Ben McLachlan؛ زادهٔ ۱۰ مهٔ ۱۹۹۲) تنیس‌باز اهل ژاپن-نیوزلند است.